# Rio Băltăgești
O Rio Băltăgeşti é um rio da Romênia afluente do rio Dunărea, localizado no distrito de Constanţa.